# Jordin Soracá
Jordin Soracá (Cicuco, Bolívar, Colombia; 20 de diciembre de 1993) es un futbolista colombiano. Juega defensa central y actualmente jugador de Llaneros de la Categoría Primera B de Colombia.

## Clubes
| Club              | País     | Año           |
| ----------------- | -------- | ------------- |
| Patriotas         | Colombia | 2012 - 2013   |
| Deportivo Pereira | Colombia | 2013-2014     |
| Atlético Huila    | Colombia | 2015          |
| CAI               | Panamá   | 2019          |
| Llaneros          | Colombia | 2019-presente |